# Mk 84
Az Mk 84 repesz-romboló légibomba, melyet az Amerikai Egyesült Államokban terveztek és gyártanak. A Mark 80 sorozatú bombák legnagyobb típusa, névleges tömege 2000 font (907 kg). A világon alkalmazott egyik leggyakoribb bomba. Kioldási magasságától függően képes áthatolni akár 38 cm acélon vagy 330 cm betonon. Lézerirányítású változata a GBU–10 és a GBU–24, televíziós irányítású változata a GBU–15, GPS-irányítású változata a GBU–31 JDAM.